# 保羅·安德森 (足球運動員)
保羅·安德森（英語：Paul Anderson；1988年7月23日—）是一位英格蘭足球運動員。在場上的位置是側鋒。他也代表英格蘭U19國家足球隊參賽。

## 外部連結
- Nottingham Forest profile
- Thisisanfield.com player profile
- Liverpool FC profile
- Profile at LFCHistory.net（页面存档备份，存于）
- 足球数据库：保羅·安德森的球员统计数据